# Попова Надія Василівна
Надія Василівна Попова (27 грудня 1921 — 6 липня 2013) —радянська льотчиця Герой Радянського Союзу (1945), в роки німецько-радянської війни заступник командира ескадрильї 46-го гвардійського жіночого полку нічних бомбардувальників (4-ї Повітряної армії 2-й Білоруський фронт). Почесна громадянка Донецька.

## Біографія
Народилася в сім'ї робітника. У 1936, по завершенні навчання в середній школі міста Сталіно (нині Донецьк) вступила в аероклуб, який закінчила в 1937 році, де і залишилася для подальшого навчання на інструктора.
У 1939 році, приїхала до Москви, щоб стати військовим льотчиком, де познайомилася з легендарною льотчицею, Героєм Радянського Союзу Поліною Осипенко, яка посприяла тому, щоб Надію Попову направили в Херсонську авіаційну школу ОСОАВИАХИМа.
Закінчивши її, в 1940 продовжила навчання в Донецькому військовому авіаційному училищі та отримала диплом льотчика-штурмана. Проходячи службу в ролі інструктора аероклубу, підготувала 2 групи льотчиків — по 15 осіб.
З початком Німецько-радянської війни в 1941 інструктор первинного навчання військового авіаційного училища Надія Попова евакуювалася з навчальним закладом в Каттакурган Самаркандської області (Узбекистан), де готувала льотчиків-винищувачів для фронтової авіації і писала рапорти про відправку на фронт.
У травні 1942, по завершенні скороченої програми навчання, старшина Надія Попова у складі 588-го бомбардувального нічного жіночого авіаційного полку вилетіла на фронт. Командиром ланки водила ланку на нічні бомбометання. Часто вилітала на денну розвідку. Була збита, горіла.
У 19 років лейтенант Надія Попова була нагороджена першим орденом Червоного Прапора. За роки Другої Світової війни здійснила 852 бойових вильотів. На Рейхстазі у Берліні в 1945 році залишила свій автограф.
По закінченні війни вийшла заміж за Героя Радянського Союзу льотчика-винищувача С. Харламова. До 1952 проходила службу в Збройних Силах СРСР, звільнившись у запас у званні майора.
Надія Попова є почесним громадянином Донецька, заслуженим працівником культури РРФСР, була членом президії Ради із взаємодії з громадськими об'єднаннями ветеранів при президенті Росії.